# 超平凡人的主題曲
超平凡人的主題曲是一首香港本地原創歌曲，由WE5作曲、羅健成填詞、何秉舜編曲及監製、黎明主唱，於2021年6月由唱片公司A music以數碼形式發行，這首歌的音樂短片在推出後的一天之內錄得超過一百萬瀏覽人次。

## 背景及製作
《超平凡人的主題曲》是配合廣告主題而推出的歌曲，2021年，黎明為香港一家銀行拍攝財富管理廣告，除了以父親形象與兒童演員一起演出外，亦參與廣告創作，這首歌的封面圖片以黎明的童年照為主題，節奏以輕快為主，歌詞以溫馨感為創作元素，表達出即使在外面遇到困難和挑戰，只要有女兒支持自己，就能夠迎難而上，同時帶出「財富是做地球人」、「讓自己和下一代飛得更高更遠」等概念，歌曲音樂短片以黎明獨自駕駛吉普汽車到郊外體驗生活為拍攝題材，於2021年6月10日在唱片公司的YouTube官方頻道推出。

## 排行榜
| 媒體                     | 國家／地區 | 排行榜          | 最高排名 | 來源   |
| ------------------------ | ---------- | --------------- | -------- | ------ |
| Hong Kong Singer Channel | 香港       | Channel Top 20  | 1        | [ 5 ]  |
| MOOV                     | 香港       | 本地新歌Top 100 | 11       | [ 6 ]  |
| KKBOX                    | 香港       | 粵語新歌週榜    | 7        | [ 7 ]  |
| KKBOX                    | 台灣       | 粵語新歌週榜    | 4        | [ 8 ]  |
| KKBOX                    | 新加坡     | 粵語新歌週榜    | 18       | [ 9 ]  |
| KKBOX                    | 馬來西亞   | 粵語新歌週榜    | 1        | [ 10 ] |

## 外部連結
- 黎明 Leon Lai - 超平凡人的主題曲 Official MV （页面存档备份，存于） AMusic Official Channel. 2021-06-10